# مکنزی لینتز
مکنزی لینتز (انگلیسی: Mackenzie Lintz؛ زادهٔ ۲۲ نوامبر ۱۹۹۶) بازیگر اهل ایالات متحده آمریکا است.
از فیلم‌ها یا برنامه‌های تلویزیونی که وی در آن نقش داشته است، می‌توان به بازی‌های گرسنگی و زیر گنبد اشاره کرد.